# Copa Gobernador
La Copa Gobernador es un torneo de béisbol organizado por el Instituto Estatal del Deporte de Coahuila (INEDEC), que reúne a los tres equipos profesionales de béisbol del estado de Coahuila, los Acereros del Norte, Saraperos de Saltillo y  Algodoneros del Unión Laguna, además de un equipo invitado que durante los últimos años ha sido un equipo de la Liga Mexicana de Béisbol.
Actualmente la Copa Gobernador tiene una duración de dos días y se lleva a cabo el fin de semana anterior al arranque de la Liga Mexicana de Béisbol, el sistema de competencia es mediante la eliminación directa, el primer día se tienen dos encuentros, los equipos que resulten ganadores se enfrentan al día siguiente en un juego final por el campeonato y los equipos que resulten perdedores se enfrentan en un juego por el tercer lugar. Durante las ediciones de 2016 y 2017 se llevaron a cabo un Home Run Derby en donde participaban dos jugadores de cada equipo.

## Historia
La primera edición se llevó a cabo en el 2003 donde solamente participaron tres equipos, el equipo con el mejor récord se coronó campeón. Durante el 2004 no se llevó a cabo el torneo y a partir del 2005 hasta el 2017 se realizó de manera ininterrumpida, se retomó en 2019 pero la edición 2020 se suspendió debido a la contingencia sanitaria por el COVID-19. Nuevamente se reanudó en 2021 y ha continuado de manera ininterrumpida.
Únicamente en las ediciones del 2003 y 2008 el equipo campeón se definió mediante el mejor récord.

## Campeones
Con 9 títulos los Saraperos de Saltillo son los máximos ganadores del torneo, le siguen los Algodoneros del Unión Laguna y los Acereros del Norte con 5, y finalmente los Tecolotes de los Dos Laredos con un título, siendo hasta ahora el único equipo invitado en salir campeón de dicho torneo.

### Equipos y mánager campeones
A continuación se muestran los equipos campeones desde la primera edición.
| Edición | Año  | Sede                       | Campeón                      | Resultado | Subcampeón                   | Mánager Campeón             |
| ------- | ---- | -------------------------- | ---------------------------- | --------- | ---------------------------- | --------------------------- |
| I       | 2003 | Piedras Negras, Coahuila   | Acereros del Norte           |           | No hubo                      | Derek Bryant                |
| II      | 2005 | Piedras Negras, Coahuila   | Vaqueros Laguna              | 4-2       | Acereros del Norte           | Gerardo "Polvorita" Sánchez |
| III     | 2006 | Nueva Rosita, Coahuila     | Saraperos de Saltillo        | 10-2      | Vaqueros Laguna              | Derek Bryant                |
| IV      | 2007 | Torreón, Coahuila          | Vaqueros Laguna              | 10-2      | Sultanes de Monterrey        | Marco Antonio Gúzman        |
| V       | 2008 | Nueva Rosita, Coahuila     | Saraperos de Saltillo        |           | No hubo                      | Juan José Pacho             |
| VI      | 2009 | San Buenaventura, Coahuila | Saraperos de Saltillo        | 14-3      | Yankees de San Buenaventura  | Orlando Sánchez             |
| VII     | 2010 | Monclova, Coahuila         | Acereros del Norte           | 11-6      | Saraperos de Saltillo        | Mario Mendoza               |
| VIII    | 2011 | Ramos Arizpe, Coahuila     | Saraperos de Saltillo        | 10-0      | Acereros del Norte           | Orlando Sánchez             |
| IX      | 2012 | Torreón, Coahuila          | Vaqueros Laguna              | 5-2       | Acereros del Norte           | Juan Francisco Rodríguez    |
| X       | 2013 | Ramos Arizpe, Coahuila     | Saraperos de Saltillo        | 7-6       | Acereros del Norte           | Juan Francisco Rodríguez    |
| XI      | 2014 | Saltillo, Coahuila         | Saraperos de Saltillo        | 11-1      | Acereros del Norte           | Juan Francisco Rodríguez    |
| XII     | 2015 | Nueva Rosita, Coahuila     | Vaqueros Laguna              | 3-0       | Liga del Norte de Coahuila   | Lino Rivera                 |
| XIII    | 2016 | Nueva Rosita, Coahuila     | Acereros del Norte           | 13-11     | Saraperos de Saltillo        | Homar Rojas                 |
| XIV     | 2017 | Nueva Rosita, Coahuila     | Saraperos de Saltillo        | 5-0       | Vaqueros Unión Laguna        | Orlando Sánchez             |
| XV      | 2019 | Monclova, Coahuila         | Saraperos de Saltillo        | 8-2       | Acereros del Norte           | Roberto Vizcarra            |
| XVI     | 2021 | Saltillo, Coahuila         | Acereros del Norte           | 17-5      | Saraperos de Saltillo        | Pat Listach                 |
| XVII    | 2022 | Torreón, Coahuila          | Saraperos de Saltillo        | 8-1       | Algodoneros del Unión Laguna | Roberto Vizcarra            |
| XVIII   | 2023 | Monclova, Coahuila         | Algodoneros del Unión Laguna | 13-2      | Sultanes de Monterrey        | Ramón Orantes               |
| XIX     | 2024 | Saltillo, Coahuila         | Acereros del Norte           | 1-0       | Tecolotes de los Dos Laredos | Homar Rojas                 |
| XX      | 2025 | Torreón, Coahuila          | Tecolotes de los Dos Laredos | 3-2       | Algodoneros del Unión Laguna | Félix Fermín                |

### Campeonatos por Club
A continuación se muestran los campeonatos por club desde la primera edición:
| Equipo                       | Cantidad | Años                                                 |
| ---------------------------- | -------- | ---------------------------------------------------- |
| Saraperos de Saltillo        | 9        | 2006, 2008, 2009, 2011, 2013, 2014, 2017, 2019, 2022 |
| Algodoneros del Unión Laguna | 5        | 2005, 2007, 2012, 2015, 2023                         |
| Acereros del Norte           | 5        | 2003, 2010, 2016, 2021, 2024                         |
| Tecolotes de los Dos Laredos | 1        | 2025                                                 |

## Equipos Invitados
A partir de la segunda edición del torneo se incluye a un equipo invitado. A continuación se muestran los equipos invitados en cada edición:
| Edición | Año  | Sede                       | Equipo Invitado                                    |
| ------- | ---- | -------------------------- | -------------------------------------------------- |
| I       | 2003 | Piedras Negras, Coahuila   | No hubo                                            |
| II      | 2005 | Piedras Negras, Coahuila   | Selección local de Piedras Negras.                 |
| III     | 2006 | Nueva Rosita, Coahuila     | Mineros de Nueva Rosita                            |
| IV      | 2007 | Torreón, Coahuila          | Sultanes de Monterrey                              |
| V       | 2008 | Nueva Rosita, Coahuila     | Mineros de Nueva Rosita                            |
| VI      | 2009 | San Buenaventura, Coahuila | Yankees de San Buenaventura                        |
| VII     | 2010 | Monclova, Coahuila         | Diablos de Monclova                                |
| VIII    | 2011 | Ramos Arizpe, Coahuila     | Selección local de Ramos Arizpe                    |
| IX      | 2012 | Torreón, Coahuila          | Selección de la Liga Mayor de Béisbol de La Laguna |
| X       | 2013 | Ramos Arizpe, Coahuila     | Selección local de Ramos Arizpe                    |
| XI      | 2014 | Saltillo, Coahuila         | Saraperos Liga Norte de Sonora                     |
| XII     | 2015 | Nueva Rosita, Coahuila     | Selección de la Liga del Norte de Coahuila         |
| XIII    | 2016 | Nueva Rosita, Coahuila     | Selección de la Liga del Norte de Coahuila         |
| XIV     | 2017 | Nueva Rosita, Coahuila     | No hubo                                            |
| XV      | 2019 | Monclova, Coahuila         | Sultanes de Monterrey                              |
| XVI     | 2021 | Saltillo, Coahuila         | Bravos de León                                     |
| XVII    | 2022 | Torreón, Coahuila          | Leones de Yucatán                                  |
| XVIII   | 2023 | Monclova, Coahuila         | Sultanes de Monterrey                              |
| XIX     | 2024 | Saltillo, Coahuila         | Tecolotes de los Dos Laredos                       |
| XX      | 2025 | Torreón, Coahuila          | Tecolotes de los Dos Laredos                       |

## Home Run Derby
Durante las ediciones del 2016 y 2017 se llevaron a cabo ediciones del Home Run Derby de la Copa Gobernador. A continuación se muestran los campeones del Home Run Derby:
| Edición | Año  | Sede                   | Jugador              | Equipo                                     |
| ------- | ---- | ---------------------- | -------------------- | ------------------------------------------ |
| I       | 2016 | Nueva Rosita, Coahuila | José Carlos Thompson | Selección de la Liga del Norte de Coahuila |
| II      | 2017 | Nueva Rosita, Coahuila | Rainel Rosario       | Saraperos de Saltillo                      |